# 고양이귀

고양이 귀를 한 위키페탄

고양이귀는 사람에게 고양이의 귀나 꼬리 등의 생물학적 특징을 부여하는 모에화의 일종이다. 고양이귀는 대중 문화, 비디오 게임, 애니메이션 등 다양한 매체에서 발견되며, 코스튬 플레이의 소재로 쓰이기도 한다. 일본어권에서는 네코(猫, 고양이)나 네코미미(猫耳, 고양이 귀)로 불린다. 반면 영어권에서는 네코미미(描耳, 고양이귀)나 여성 한정으로 캣걸이라고 부른다. 또는 드물게 나오는 남성에게는 캣보이라고 부르기도 한다.

## 특징
고양이귀는 사람이 고양이의 귀를 다는 것만을 가리키기도 하지만, 일반적으로는 고양이의 형태를 모방하는 행위 전체를 의미한다. 때때로 고양이귀를 한 사람들은 고양이의 울음소리("야옹")나 장난기를 흉내내기도 한다.
토끼귀와 마찬가지로 도도하고 귀여운 여성적인 이미지 특성상 고양이귀는 대개 여성들이 장비하지만, 반면 남성들 같은 경우 고양이귀를 장비하는 경우는 거의 드물다. 그 이유는 고양이귀는 미소녀의 모에스러움을 중점적으로 강조하기 때문에 남성들은 거의 착용하지 않는 경우가 많다. 특히 사람마다 
다르지만, 여성들은 외모가 남성보다 귀여움이 강조되기 때문에 애교도 많이 하는 편이고, 메이드복이나 교복같은 귀여운 코스프레 의상을 꾸며 입는 것을 좋아하는 경향도 있어서 고양이귀는 여성에게 특화되어 있을 수밖에 없다. 특히 고양이귀는 햐얀 털과 검은 털 계열이 많다.

## 같이 보기
- 모에화
- 수인 팬덤 (퍼리 팬덤)

## 참조
1. ↑  “레인보우 고우리, 앙증맞은 검은 고양이 변신 셀카”. 2012년 5월 25일. 2016년 3월 5일에 원본 문서에서 보존된 문서. 2012년 5월 26일에 확인함.
2. ↑  강소희 (2012년 5월 15일). “아이유 고양이 변신 "민낯 캣우먼 변신 후 팬 조련"”. 2012년 5월 26일에 확인함.[깨진 링크(과거 내용 찾기)]
3. ↑  “Virtual Neko”. 세컨드 라이프의 'Virtual Neko'